# Zlatko Čajkovski
Zlatko Čajkovski (Zagreb, Reino de Yugoslavia, 24 de noviembre de 1923 - Múnich, Alemania, 27 de julio de 1998), también conocido como "Čik", fue un futbolista croata que jugó para las selecciones de Croacia, cuando este era un estado títere de la Alemania nazi y para la selección de fútbol de Yugoslavia. Posteriormente ejerció de entrenador, llegando a entrenar a 11 clubes distintos.

## Clubes

### Jugador
| Club          | País                  | Año       |
| ------------- | --------------------- | --------- |
| HAŠK          | Croacia (1941 - 1945) | 1939-1945 |
| FK Partizan   | Yugoslavia            | 1946-1955 |
| 1. FC Colonia | Alemania Federal      | 1955-1958 |
| Hapoel Haifa  | Israel                | 1958-1960 |

### Entrenador
| Club                | País             | Año       |
| ------------------- | ---------------- | --------- |
| 1. FC Colonia       | Alemania Federal | 1961-1963 |
| FC Bayern de Múnich | Alemania Federal | 1963-1968 |
| Hannover 96         | Alemania Federal | 1968-1969 |
| Kickers Offenbach   | Alemania Federal | 1970      |
| Dinamo Zagreb       | Yugoslavia       | 1970-1971 |
| 1. FC Nürnberg      | Alemania Federal | 1971-1973 |
| 1. FC Colonia       | Alemania Federal | 1973-1975 |
| Kickers Offenbach   | Alemania Federal | 1976      |
| AEK Atenas FC       | Grecia           | 1977-1978 |
| FC Zúrich           | Suiza            | 1978-1980 |
| FC Grenchen         | Suiza            | 1980      |
| Grazer AK           | Austria          | 1981      |
| AEK Atenas FC       | Grecia           | 1982      |
| Apollon Kalamarias  | Grecia           | 1983-1984 |